# Parelrivierdelta
De Parelrivierdelta (Chinees: 珠江三角洲; pinyin: Zhūjiāng sānjiǎozhōu; Engels: Pearl River Megacity, Pearl River Greater Bay Area of Guangdong-Hongkong-Macao Greater Bay Area) is de delta van de Parelrivier in de Zuid-Chinese Zee. Dit gebied in de provincie Guangdong in het zuiden van China is een van de meest verstedelijkte, dichtstbevolkte en snelst groeiende regio's ter wereld. 
De gehele deltaregio heeft 86,1 miljoen inwoners op een oppervlakte van 55.818 km² (2020) en bestaat uit elf stadsprefecturen: Guangzhou, Shenzhen, Dongguan, Foshan, Hongkong, Huizhou, Jiangmen, Zhongshan, Zhuhai, Zhaoqing en Macau.
De verstedelijking (agglomeratievorming) vindt vooral plaats rondom de oevers van de delta. Op een gebied van 19.188 km² zijn de diverse miljoenensteden in de loop der jaren aan elkaar vastgegroeid en is één grote megastad ontstaan van 72,2 miljoen inwoners (2025). Dit is veruit de grootste metropool ter wereld.
De bevolking groeit hier zeer snel, in 10 jaar tijd (2010-2020) is het aantal inwoners met 20 miljoen toegenomen.
Tot deze metropool worden de volledige stadsprefecturen Guangzhou, Shenzhen, Dongguan, Foshan en Zhongshan en delen van Jiangmen en Huizhou gerekend. 
De steden Qingyuan (1,7 mln. inw.), Zhaoqing (1 mln. inw.) en Zhuhai (2,4 mln. inw.) zijn ook bijna vastgegroeid, maar worden nog niet meegerekend. Hongkong en Macau zijn ook vastgegroeid maar worden vanwege hun autonome bestuurlijke status ook niet meegerekend.

## Economie
Hongkong en Macau waren tot 1997 respectievelijk een Britse en Portugese kolonie en zijn sindsdien een Speciale Bestuurlijke Regio. De overige steden vormen gezamenlijk één Speciale Economische Zone. Het totale BBP van de metropool bedroeg in 2022 2.050 miljard dollar. Alleen de metropoolgebieden van New York (2.299 b$) en Tokio (2.080 b$) hebben een grotere economie.

## Transport
Het metropoolgebied heeft zes metrosystemen en een uitgebreid systeem van intercity's en hogesnelheidstreinen die de steden met elkaar verbindt. Het heeft drie van 's werelds top tien containerhavens en vijf internationale luchthavens (Guangzhou Baiyun, Shenzhen Bao'an, Hong Kong, Macau en Zhuhai Jinwan). In 2022 is de bouw gestart van een extra internationaal vliegveld in Foshan, Gaoming.
De oost- en westoever van de rivierdelta zijn met elkaar verbonden door de Nanshabrug, de Hongkong-Zhuhai-Macau-brug en de Shenzhen-Zhongshan-brug. De laatste twee behoren tot de langste bruggen ter wereld met een totale lengte van elk ongeveer 50 km.

## Wolkenkrabbers
Kenmerkend voor de delta is de enorme hoeveelheid hoogbouw en wolkenkrabbers. Hongkong heeft met een aantal van 564 de meeste wolkenkrabbers ter wereld. Het naastgelegen Shenzhen is de nummer twee van de wereldranglijst met 443 wolkenkrabbers. Guangzhou staat op plaats 5 met 203 wolkenkrabbers. Het Ping An Finance Centre, CTF Finance Centre en International Commerce Centre behoren tot de hoogsten van de wereld.